# Immunoglobuline antitétanique
L'immunoglobuline antitétanique, également connue sous le nom d'immunoglobuline antitétanique et d'antitoxine tétanique, est un médicament composé d'anticorps dirigés contre la toxine tétanique .

## Usage médical
Elle est utilisée pour prévenir le tétanos chez les personnes qui ont une plaie à haut risque et qui n'ayant  pas été entièrement vaccinées avec l'anatoxine tétanique . Elle est également utilisée pour traiter le tétanos avec des antibiotiques et des relaxants musculaires ; elle est administrée par injection dans un muscle .

## Effets secondaires
Les effets secondaires courants comprennent la douleur au site d'injection et la fièvre. Des réactions allergiques, y compris l'anaphylaxie, peuvent rarement se produire. Le risque de propagation d'infections  telles que l'hépatite virale et le VIH/SIDA avec la version humaine. L'utilisation pendant la grossesse est jugée acceptable. Il est fabriqué à partir de plasma sanguin humain ou de chevalin,.

## Histoire et coût
L'utilisation de la version chevaline est devenue courante dans les années 1910, tandis que la version humaine est devenue fréquemment utilisée dans les années 1960. Il figure sur la liste des médicaments essentiels de l'Organisation mondiale de la santé . Le coût de gros de la version chevaline dans les pays en développement est d'environ 0,90 à 3,60 USD par flacon de 1500 UI. 60 par flacon de 1500 UI, tandis que la version humaine coûte 10,00-46,86 USD pour 250 UI ,,. La version humaine peut être indisponible dans les pays en développement . Aux États-Unis, un traitement coûte environ 100 à 200 USD. La version cheval n'est généralement pas utilisée dans le monde développé en raison du risque de maladie sérique .